# Henry Caro-Delvaille

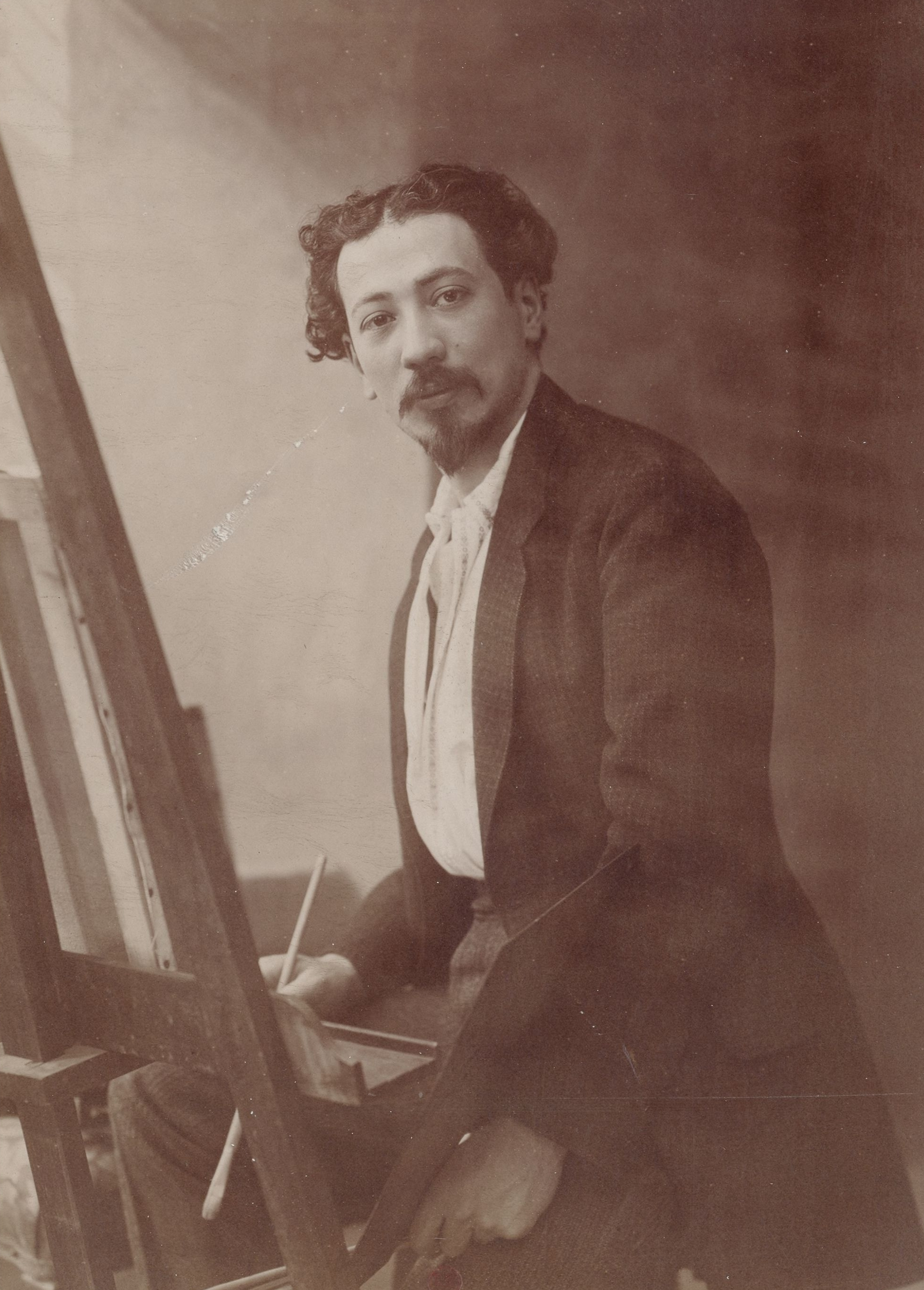
Henry Caro-Delvaille

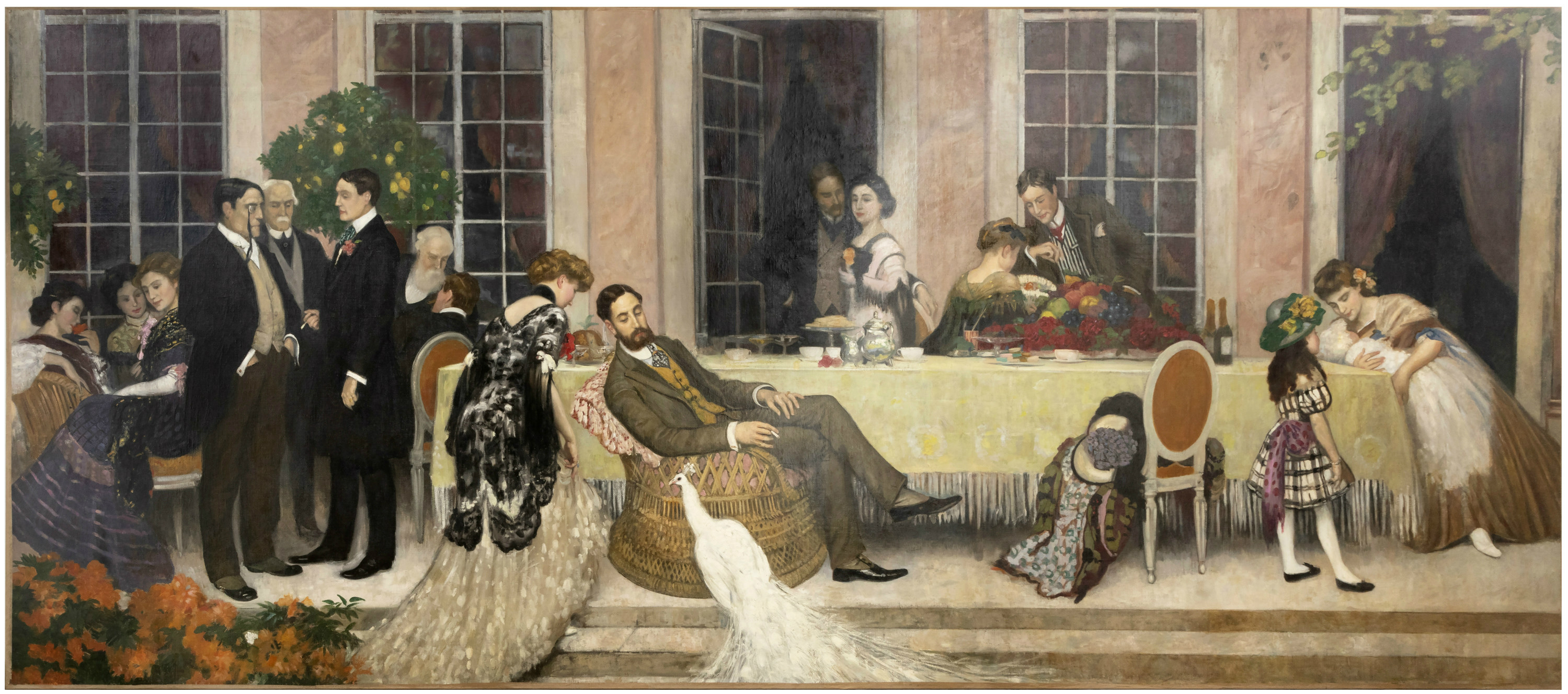
Der weiße Pfau

Henry Caro-Delvaille (* 6. Juli 1876 in Bayonne; † 6. Juli 1928 in Sceaux) war ein französischer Genre- und Porträtmaler.

## Leben
Henry Caro-Delvaille studierte von 1895 bis 1897 an der Kunsthochschule in Bayonne und setzte das Studium an der École des beaux-arts de Paris bei Léon Bonnat fort. 1899 stellte er erstmals auf dem Salon der Société des Artistes Français aus. 1901 gewann er für sein Gemälde mit dem Titel „Die Maniküre“ eine Medaille der dritten Klasse. Ab 1903 war er Mitglied der Société nationale des beaux-arts, wurde 1904 deren Sekretär. 1905 gewann er die große Goldmedaille der Internationalen Ausstellung in München. Im selben Jahr beauftragte ihn sein Freund Edmond Rostand mit der Dekoration seiner Villa von Cambo-les-Bains. Er wurde dann als Porträtist bekannt und erfreute sich vieler Aufträge. Er wurde 1910 zur Ritter der Ehrenlegion. 1917 reiste er in die Vereinigten Staaten, wo er sich bis 1925 niederließ. Er fertigte dort viele Porträts, Akte, Landschaften und dekorative Gemälde an.
Er wurde auf dem jüdischen Friedhof von Bayonne beigesetzt.